# Erlenbachwiesen – Rote Hecke
Erlenbachwiesen – Rote Hecke ist ein Landschaftsschutzgebiet im Landkreis Germersheim im südlichen Rheinland-Pfalz (Deutschland). Es wurde zum Schutz wertvoller Feuchtwiesen, Heckenstrukturen und artenreicher Offenlandschaften im Bereich des Erlenbachs ausgewiesen.

## Lage
Das Schutzgebiet liegt nordwestlich der Gemeinde Erlenbach bei Kandel. Es umfasst Wiesenflächen mit naturnaher Nutzung sowie strukturreiche Heckenstreifen, die als Lebensraum und Verbindungskorridor für zahlreiche Arten dienen.

## Schutzgegenstand
Ziel der Unterschutzstellung ist der Erhalt und die Entwicklung:
- von extensiv genutzten Feuchtwiesen,
- von landschaftsprägenden Hecken (sog. „Rote Hecke“),
- des Biotopverbunds entlang des Erlenbachs,
- sowie von Brut- und Lebensräumen für Vögel, Amphibien und Insekten.

## Naturschutz
Das Betreten und die Nutzung des Gebietes sind eingeschränkt. Insbesondere sind Eingriffe in Gehölzstrukturen während der Brutzeit verboten. Pflege- und Rückschnitte dürfen nur im Zeitraum von Oktober bis Februar erfolgen. Die Untere Naturschutzbehörde des Landkreises Germersheim ist für Genehmigungen und Kontrolle zuständig.